# Zalíshchyky
Zalíshchyky (ucraniano: Залі́щики; polaco: Zaleszczyki) es una ciudad de Ucrania, perteneciente al raión de Chortkiv en la óblast de Ternópil.
En 2020, la ciudad tenía una población de 9089 habitantes. Desde 2020 es sede de un municipio que incluye 29 pueblos como pedanías y tiene una población total de 27 326 habitantes.
El casco urbano se ubica en el interior de un meandro del río Dniéster, en el entorno natural del parque natural nacional del Cañón del Dniéster. El río marca el límite con la vecina óblast de Chernivtsí, en la cual se ubican junto a esta ciudad las localidades de Kostrízhivka, Jreshchátyk y Repuzhyntsi. Entre Zalíshchyky y Jreshchátyk se ubica el puente sobre el Dniéper de la carretera M19, que une Chortkiv con Chernivtsí.

## Historia
Se conoce la existencia de un pueblo llamado "Zalisia" (Залісся) en esta ubicación desde los siglos XIV-XV. En su origen era una aldea dependiente de Dobrivliany, una pedanía del actual municipio. A lo largo del siglo XVI adoptó su actual topónimo. En 1594, para hacer frente a los continuos ataques de los tártaros, Stanisław Żółkiewski reunió aquí a un ejército, aprovechando la situación geográfica defensiva del pueblo. El asentamiento medieval original fue destruido en 1669 por las tropas otomanas de Mehmed IV.
En 1750, el conde Stanisław Poniatowski, padre del futuro rey Estanislao II Poniatowski, fundó sobre las ruinas del antiguo pueblo un asentamiento, inicialmente habitado por sajones que se habían dedicado a la fabricación textil en Silesia; el asentamiento recibió el nombre de "Hinterwälden" (más tarde "Starí Zalíshchyky", literalmente la "Antigua Zalíshchyky") y se conserva como barrio de la actual ciudad, que se formó a su alrededor. El conde falleció en 1762 y su hijo, tras heredar la localidad, fue elegido rey en 1764. En 1766, el rey otorgó a la nueva Zalíshchyky el estatus de ciudad y el Derecho de Magdeburgo.
En la partición de 1772 se integró en el Imperio Habsburgo, donde conservó su estatus urbano, siendo en el siglo XIX un núcleo comercial importante. En 1895 se completó una línea de ferrocarril desde Chernivtsí hasta Zalíshchyky, pasando por Luzhani. En 1934, la Segunda República Polaca integró el antiguo pueblo Starí Zalíshchyky en el territorio de la ciudad. En 1941-1942, los invasores alemanes formaron aquí un gueto en el que encerraron a tres mil quinientos judíos, la mayoría de los cuales fueron trasladados a Tovste. Tras recuperar la RSS de Ucrania la zona en 1944, muchos vecinos de la ciudad fueron víctimas del SMERSH. Hasta 2020, la ciudad era la capital de su propio raión.